# Pavane, la batalla

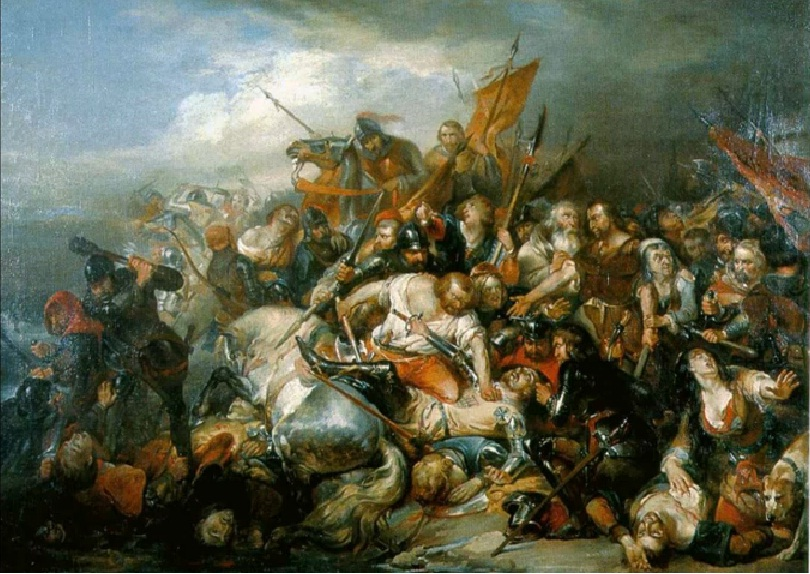
Pintura sobre la pavana "La batalla"

La pavana La Batalla (en anglès The Battle Pavane o Battle Pavan) és una peça instrumental de Tielman Susato que va publicar el 1551 a Het derde musyck boexken ... alderhande danserye, una col·lecció de música de dansa renaixentista.
A partir del 2007 l'arranjament de Bob Margolis ha guanyat popularitat entre els grups de vent de secundària als Estats Units. La peça és sovint interpretada per bandes d'estil renaixentista i sempre compta amb una gran part de trompeta. La peça comença amb una melodia tranquil·la i sostinguda, amb el ritme de mig quart a la nota moderna (mínim, entrecreu, engranatge). Acaba amb una fanfàrria de setze notes repetides ràpidament en notació moderna (semicercadors). Aquesta peça és molt típica de la música de cort de mitjan segle xvi i hauria estat interpretada per consorts d'instruments del mateix tipus.